# جون هيكس
جون هيكس (بالإنجليزية: John R. Hicks)‏ ولد عام 1904 في وارويك بإنجلترا. عمل والده كصحفي في صحيفة محلية، وتعلم هيكس في كلية كليفتون من 1917 إلى 1922، وكلية باليول في جامعة اكسفورد من 1922 إلى 1926، حيث حصل على منحة لدراسة الرياضيات. أول سنة له في اكسفورد، لم يكن مقتنعا بدراسة الرياضيات بالمرة. لكن في عام 1923 انتقل إلى دراسة «الفلسفة والسياسة والاقتصاد».
من عام 1938 إلى عام 1946 عمل أستاذ في جامعة مانشستر، وكان عمله على الرفاهية الاقتصادية والاجتماعية لتطبيق المحاسبة. وفي عام 1946، عاد إلى اكسفورد في الفترة من 1946-1952، عمل كباحث في كلية نافيلد ثم أستاذ الاقتصاد السياسي من 1952 إلى 1965، ثم عضو باحث في كلية سولوز من عام 1965 إلى عام 1971، ثم بعد ذلك ساهم في عدة فروع من الاقتصاد النظري.
كتب هيكس عن المال والتجارة الدولية والنمو والتقلبات، وقدم أيضا بعض الأعمال في الاقتصاد التطبيقى، وخاصة فيما يتعلق بمشاكل «الدول النامية». وفي عام 1950، كان عضوا في لجنة توزيع الدخل في نيجيريا، وكذلك عمل أيضا في جامايكا عام 1954.
أصبح زميل في الاكاديميه البريطانية في عام 1942، وعضو أجنبي في الاكاديميه الملكية السويديه في عام 1948، وعضو اكاديميه "Dei Lincei" في إيطاليا في عام 1952، وعضو الاكاديميه الأمريكية في عام 1958. حصل على عضوية فخرية في كلية نافيلد وأكسفورد منذ عام 1958، وتولى رئاسة الجمعية الملكية الاقتصادية من 1960 إلى عام 1962، وحصل على رتبة فارس عام 1964، كما حصل على الدكتوراة الفخرية من عدة جامعات منها مانشستر وغلاسكو وإيست أنجليا وارويك". وفي عام 1971، حصل على عضوية مجلس الشيوخ الفخريه بجامعة فيينا.
توفى جون هيكس عام 1989 عن عمر يناهز 85 عام.

## روابط خارجية
- جون هيكس على موقع الموسوعة البريطانية (الإنجليزية)
- جون هيكس على موقع مونزينجر (الألمانية)
- جون هيكس على موقع إن إن دي بي (الإنجليزية)